# Marquês de Condorcet
Marie Jean Antoine Nicolas de Caritat, Marquês de Condorcet (Ribemont, Aisne, 17 de setembro de 1743 – Bourg-la-Reine, 28 de março de 1794), normalmente referido como Nicolas de Condorcet, foi um filósofo e matemático francês.

## Biografia
Seu pai morreu pouco após seu nascimento. Sua mãe, mulher muito religiosa, o colocou em um colégio jesuíta em Reims, onde teve sua formação básica.

Na versão em português de sua obra "Método para Aprender a Contar com Segurança e Facilidade", narra o tradutor:
"De nobre procedencia veio à luz, em 17 de Setembro de 1743 em Ribemonte, o marquez de Condorcet. Durante os primeiros annos de sua infancia dispensaram lhe os seus maiores educação que, por efeminada, prejudicou o seu desenvolvimento physico sem, seguramente, concorrer para avigorar-lhe as faculdades intellectuaes, Já na idade de onze annos deixou elle as vestes femininas, que até então trouxera, e foi entregue aos cuidados dos jesuitas de Reims, que lhe ministraram os primeiros elementos de instrução, até aos quinze annos, quando seguio para Pariz a completar os estudos no collegio de Navarra".
Já aos dezesseis anos de idade, devido a suas habilidades analíticas, começou a chamar a atenção de Jean le Rond d'Alembert e Alexis Clairault. O primeiro decidiu acolhê-lo como pupilo.
Em 1765, Caritat publicou sua primeira obra, Essai sur le calcul integral (Ensaio sobre o cálculo integral), que foi muito bem recebido, lançando sua carreira como matemático. Ingressou na Academia das Ciências de Paris em 1769. Tornou-se também membro de outras academias pelo mundo: Alemanha, Rússia e Estados Unidos.
Por volta de 1772, Caritat conhece Jaques Turgot, que se tornou seu grande amigo. Dois anos depois, foi apontado, por Turgot, para o cargo de inspetor geral do Monnaie de Paris. Daí em diante, o filósofo muda o foco de suas reflexões, passando das questões matemáticas às questões filosóficas e políticas. Nos anos seguintes, ele lutou pelos direitos humanos, focando especialmente as mulheres e os negros — entrou para a Sociedade dos Amigos dos Negros na década de 1780. Caritat apoiou a Revolução Americana e acreditava que algumas das mudanças políticas que essa acarretou no Novo Mundo poderiam ser adotadas na França. Após a demissão de Turgot do cargo de controlador geral, em 1776, Caritat tenta demitir-se de seu cargo também, mas foi recusado e ele acabou servindo no Monnaie até 1791. Em 1786, Caritat escreveu Vie de M. Turgot, uma biografia que defendia as ideias de seu amigo e mentor.
Caritat publicou também Vie de Voltaire, onde defende as principais ideias do filósofo francês, principalmente em sua oposição à Igreja. Por meio de outras obras como Ensaio na aplicação de análises para a probabilidade das decisões da maioria, Caritat inaugurava um método próprio de usar teorias matemáticas para resolver questões das ciências sociais.
Em 1789, aderiu com entusiasmo à Revolução Francesa. Envolvendo-se profundamente na atividade política, fazendo parte do Clube dos Trinta assim como criou, juntamente com Thomas Paine, um projeto para a nova Constituição do governo dos rebeldes, com quem ele lutava, principalmente, pelo sufrágio feminino. Seu projeto foi rejeitado a favor de um mais radical, de Maximilien de Robespierre. Por suas diversas críticas às posições mais radicais tomadas pelos revoltosos, como a sentença de morte dada a Luís XVI de França, Caritat começou a ser visto com desconfiança pelos jacobinos. Após uma série de mal entendidos, o pensador foi considerado traidor da revolução e um mandato de prisão foi expedido em seu nome.
Perseguido pela revolução que tanto apoiara, foi forçado a se esconder na casa de uma amiga em 1793. Foi nesse refúgio que escreveu a obra Ensaio de um quadro histórico do progresso do espírito humano, publicado postumamente em 1795. Após oito meses se escondendo, Caritat desconfia de sua segurança e, ao tentar fugir, ele é capturado e mandado à prisão para dois dias, após o que apareceu misteriosamente morto em sua cela. A teoria mais aceita é a de que seu colega de cela, Pierre Jean George Cabanis, deu-lhe um veneno para beber, visto que Caritat estava desesperado. Entretanto, alguns historiadores acreditam que Caritat foi assassinado por ser muito amado e respeitado mesmo entre os rebeldes radicais para ser executado pelo governo revolucionário.
Porém, em uma ironia histórica, a Convenção que o tinha condenado decide comprar toda a tiragem de três mil exemplares da edição do Esboço, que a mulher de Condorcet havia mandado publicar, e ordena sua distribuição às escolas francesas, como um “livro clássico do filósofo desafortunado”.

## Ensaio de um quadro histórico do espírito humano

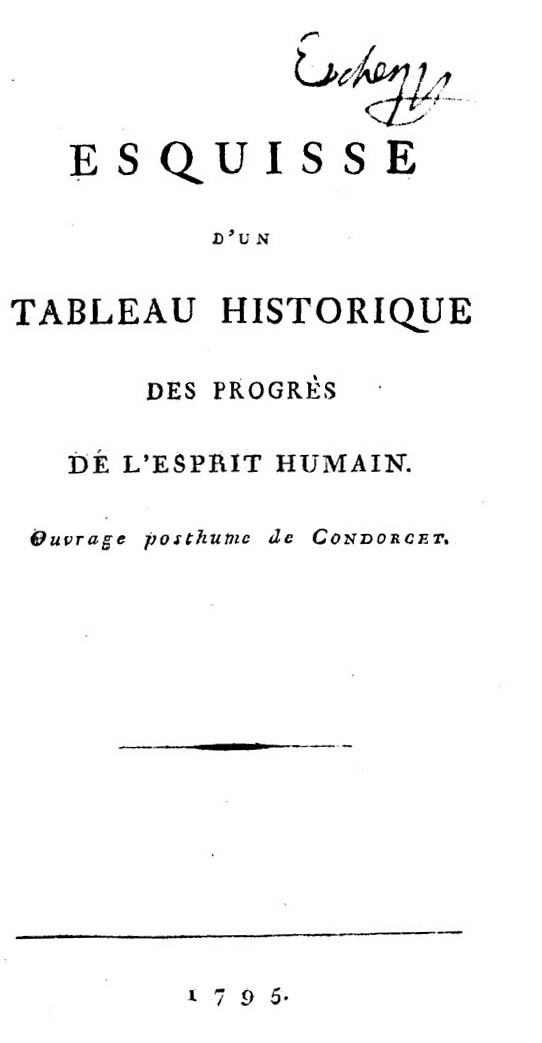
Esquisse d'un tableau historique des progres de l'esprit humain, 1795

Condorcet dividia sua história do progresso espiritual em dez épocas. Da primeira a nona ele narra, ou diz que irá narrar, uma vez que seu Esboço é escrito inteiro no futuro, a trajetória da humanidade desde o início hipotético até a Revolução Francesa. Na décima época o autor pretende mostrar os progressos que a humanidade fará no futuro.
Apesar de seu pensamento mostrar uma série de semelhanças à concepção histórica de outros pensadores anteriores como Diderot e d’Alambert, Condorcet é caracterizado como o último dos iluministas e o que melhor representou o seu jeito de pensar, em outras palavras: ele criou o que chamaram de “formulação canônica daquilo que se convencionou chamar de ideologia do progresso”.
A ideia de escrever sobre o progresso do espírito humano já era acalentada por Condorcet há muitos anos: em 1782 no discurso de seu ingresso na Academia de Ciências de Paris já defende um dos traços principais de sua teoria: a superioridade do presente com relação ao passado: “Pela primeira vez o sistema geral dos conhecimentos humanos foi desenvolvido. O método de descobrir a verdade tornou-se uma arte que se pode aprender, a razão enfim encontrou o seu caminho. O gênero humano não cairá mais na obscuridade. Não está mais em poder de homem algum apagar esta chama”.
Ora tal citação levanta a principal ideia que transita pela obra de Condorcet: A inevitabilidade do progresso e do racionalismo. O filósofo declara que é a regularidade do avanço dos conhecimentos humanos que formam a dinâmica da história e as épocas vão passando como estágios de superação onde o espírito humano acumula cada vez mais conhecimento. Dessa maneira o dever dos filósofos é apenas acelerar esta marcha inexorável do progresso.
Duas ideias fundamentam sua ideia de progresso: o homem é um ser indefinidamente perfectível e a história mostra esse aperfeiçoamento, o que permitiu pensar na sua continuidade. Entretanto logo se nota uma contradição: foi Rousseau quem criou a ideia de perfectibilidade em uma concepção totalmente aposta ao otimismo da fé no progresso, usada, na verdade para criticar esse mesmo progresso. Porém, mais de 20 anos após os escritos de Rousseau, Condorcet responde dizendo que a liberdade, as artes, as luzes contribuíram para a amenização dos costumes que os vícios dos gregos, tão frequentemente associados aos progressos da civilização, eram os erros de séculos mais grosseiros e que as luzes, a cultura das artes os temperaram, quando não puderam destruí-los. Nas palavras do próprio filósofo: “Provaremos que estas eloquentes declamações contra as ciências e as artes são fundadas sobre uma falsa aplicação da historia e que ao contrario, os progressos das virtudes sempre acompanham os progressos das luzes, assim como os progressos da corrupção sempre acompanham a decadência. Então ver-se-á que esta passagem tempestuosa e penosa de uma sociedade grosseira ao estado de civilização dos povos esclarecidos e livres não é uma degeneração da espécie humana, mas uma crise necessária na marcha gradual em direção ao aperfeiçoamento absoluto”.
Outro ponto importante é o tratamento dado por Condorcet à religião no decorrer de sua obra: são caracterizadas em todos os momentos como entraves ao progresso. Os sacerdotes e os teólogos (endereçados sucessivamente por uma séria de termos depreciativos) são sempre mostrados como inimigos hipócritas do conhecimento, que, de maneira consciente, desejam apenas concentrá-lo para si mesmo e impedir que o homem comum desenvolva sua racionalidade para questionar sua submissão.
Tal relação hostil para com a religião também não é uma especificidade de Condorcet, tendo uma gama de pensadores antes dele condenando a mesma por diversos erros ou crimes. Entretanto a potência que Condorcet lança mão ao criticar tal inimigo é, por vezes tanta, que Voltaire uma vez afirmou que “preferiria ser difamado a ser defendido dessa forma”. A criação do filósofo provavelmente teve um papel chave para o desenvolvimento de tal relação. Após a morte de seu pai, a mãe, atormentada e temerosa pelo futuro de seu filho, obrigou-o a usar somente roupas brancas até os oito anos como sinal de devoção.
Apesar de tal hostilidade Condorcet caracteriza o processo que acontece na aurora das sociedades na qual alguns agregam o conhecimento e separam este somente para si e outros se submetem, como um processo natural inevitável. Tal acontecimento seria uma crise necessária ajudando de certa forma o progresso, que por sua vez diminuirá essa divisão com a distribuição do conhecimento.
Trata-se de uma incoerência, uma contradição, do discurso progressista de Concorcet. Ele trata essa desigualdade criada pelo acúmulo do conhecimento como natural do homem, assim como diz que a igualdade também é natural. Concorcet tenta desatar os nós dessa contradição durante todo o Esboço, mas especialmente durante o décimo período. Onde trata de um futuro de progresso para o homem, fazendo-o de forma quase utópica, de maneira bem lógica, quase matemática, podemos notar isso já no primeiro parágrafo do décimo período, onde diz: “Se o homem pode predizer com uma segurança quase integral os fenômenos dos quais conhece as leis; se, mesmo quando estas lhe são desconhecidas, ele pode, a partir da experiência do passado, prever com uma grande probabilidade os acontecimentos do futuro”.
Na mesma citação já é notado a noção de história presente no pensamento de Condorcet. Essa noção é clássica do pensamento Iluminista que pensa a história como modo, não só de pensar o futuro, mas também de não repetir os erros do passado. Dessa forma pelo estudo da história não cometeríamos os mesmos erros do passado, assim conseguindo avançar de maneira cada vez mais rápida em direção a perfectibilidade humana. Esse tipo de ideia coloca-o realmente como último dos iluministas, os pensamentos dele sintetizam, de forma geral, as ideias do século XVIII, sendo utilizadas por muitos pensadores do século XIX, e ajudando a formar algumas correntes que beberam deles diretamente, e se apropriaram de conceitos e ideias quase integralmente, entre eles Auguste Comte.
Nessa linha progressista e “matemática” que Condorcet traça, analisando o passo para conseguir prever o futuro, ele pode parecer muitas vezes usando de ideias proféticas, como se estivesse mesmo profetizando algo melhor, que viria com o futuro, fruto de algo superior aos homens e para eles. Isso usando o tipo-ideal de Max Weber do profeta, segundo o qual este se utiliza de um mandato divino para impor uma nova doutrina religiosa, sendo iluminado pela providência, usurpador do poder determinando de maneira anti-sacerdotal, contra a magia, um novo sentido para uma vida melhor e mais homogênea.
Pelo anticlericlarismo do pensador, e suas imensas críticas contra a Igreja é difícil pensar em Condorcet como um profeta aos moldes típico-ideiais de Weber, e ainda por ele não se sentir iluminado como aquele que traz um novo modo de vida à humanidade. Ainda mais ele sendo como um extremo iluminista, ou seja, imaginando o período medieval como idade das trevas, onde pouco teria acontecido de progressos devido ao forte domínio da Igreja, que segurava para si o conhecimento e barrava o progresso. Vale lembrar que, para Condorcet, o progresso nunca é barrado por completo, pois seria contra a ideia extremamente progressista dele.
Para ele a Igreja na Idade Média, bem como qualquer um que fosse “hipócrita” de guardar todo o conhecimento apenas para si, seria uma espécie de barragem no rio do progresso, impedindo seu fluxo normal e atrasando seu desenvolvimento. Logo o conhecimento deveria ser estendido a todos, inclusive das classes mais baixas, incluindo negros e as mulheres, de modo que estes alcançassem um nível de instrução mínimo, para poder entender como funciona a sociedade e acertarem em suas escolhas na hora do voto. Essa “barragem” da Idade Média estaria em suas instituições arcaicas e hipócritas, como a Igreja, e a Revolução Francesa foi a crise, que se diz necessária, para destruição dessas, e para voltar ao fluxo normal do progresso. Ideia da qual Auguste Comte se utiliza ao pensar a mesma revolução sobre a qual diz que uma sociedade já positiva ainda vivia com instituições metafísicas, assim a Revolução foi necessária para acabar com essa contradição.
Mas como esse conhecimento adquirido gora pela Igreja e por que ele se mantivera em suas mãos? Aqui entra o papel do gênio para Condorcet. Esta é uma ideia fundamental para entender o curso da história e do progresso para o pensador. Para entender como funciona tal mecanismo de progresso, o autor dá um exemplo muito claro. Contrapondo a invenção do arco com a invenção da escrita, diz que o arco fora criação de um gênio, diante das necessidades de acertar um alvo a distância, e essa invenção abriu novas portas para o homem, aumentando a eficácia na hora da caça. Já a invenção da escrita não teria sido criação de um gênio, e sim uma construção de toda uma sociedade diante da necessidade de se comunicar melhor e transmitir os conhecimentos a longa data.
Já nesse exemplo nota-se um caráter fundamental do gênio, o compromisso com o progresso da humanidade, de forma que os grandes avanços propiciados pelos gênios não estariam ligados a sua criação especifica, mas sim ligados às novas portas abertas por ela. A metodologia criada pelas invenções do gênio é que seriam responsáveis pelos grandes avanços do homem, fazendo os homens posteriores irem ainda mais longe, calcados numa metodologia cada vez mais abrangente e mais simples. Assim baseando-se numa metodologia antes criada os novos gênios fariam novas invenções, abrindo novas portas para metodologias mais gerais e ainda mais simples, poupando os seguintes de um trabalho cansativo, que sem essas descobertas passadas seriam obrigados a fazer, diminuindo muito seu poder. O autor usa como exemplo a astronomia, dizendo que um aluno que matemática sai da escola sabendo a mesma coisa que Newton a terminar seus estudos, devido ao aprendizado da metodologia por ele criada, assim, com a mesma capacidade intelectual, esse aluno poderia criar algo a mais que o próprio Newton. Segundo Pedro Peixoto Ferreira, pensando essa ideia de uma metodologia ligando-se a outra e simplificando cada vez mais o trabalho dos cientistas poderíamos pensar se o francês já não estria prevendo a invenção de alguma espécie de máquina de calcular, dos computadores, que pensassem no lugar do homem, de forma a facilitar o trabalho humano, deixando cada vez mais rápido e simples, acabando por deixar ao homem apenas na hora pensar suas conclusões, talvez apareça aqui, Condorcet, com um profeta da tecnocracia. Aqui novamente vemos a apropriação que Comte faz de Condorcet ao dizer que todas as leis criadas pelas ideias positivas completariam umas as outras, fazendo-as cada vez mais gerais, de forma que tenderia, sem jamais alcançar, a uma lei geral.
Outro ponto que liga Condorcet a esse pensamento de Comte é quando pensa a ideia de uma língua, que tenderia a ser cada vez mais simples, onde cada vez menos expressões ou palavras significariam cada vez mais coisas. Esse pensamento volta a ideia condorcetiana da igualdade, pois no fim essa ideia de dizer-se muito com poucas palavras tem o intuito de fazer com que as pessoas aprendam mais no menor tempo possível. Desse modo os homens que não teria muito tempo disponível para os estudos pudessem ser instruído de maneira eficiente, alcançando aquele nível de instrução mínimo para a criação de uma sociedade melhor, baseada na razão e na democracia.
A democracia e o liberalismo aparecem muito fortemente no pensamento de Condorcet, de modo que apenas uma sociedade extremamente desenvolvida e muito bem instruída poderia ter esse tipo de política. A democracia direta o nível máximo de perfectibilidade social que o pensador imagina, de modo que toda a sociedade instruída e racionalizada saberia perceber quando um governante iria se tornar um déspota e tiraria do poder ao primeiro sinal disto. Dessa maneira o progresso seria eterno, o despotismo e a tirania nunca voltariam a dominar nenhuma parte do mundo.
Mas para essa instrução de todo o mundo Condorcet volta a pensar a igualdade. Mesmo com todo seu eurocentrismo, e mais ainda francocentrismo, imaginava, num futuro distante, que haveria uma grande igualdade entre as nações, entre colonizadores e colonizados, entre nações negras e nações brancas, ente homens e mulheres. Toda essa igualdade deveria ser alcançada através da desigualdade existente. Contraditório, mas como dito, essa contradição é da qual Condorcet tentar se livrar durante todo o Esboço. Os detentores do conhecimento e da razão, ou seja, os europeus e os anglo-americanos, deveriam conduzir a humanidade para o progresso, apoiando-se na sua história de erros e desigualdade. Fazendo assim a marcha das outras sociedades mais rápida e segura, de forma aos racionais condutores dessa marcha evitar, pelo estudo da sua história e de seus próprios erros, que as sociedade em desenvolvimento não cometam os deslizes cometidos na Europa.
Mas essa integração mundial não seria possível se cada nação, cada etnia, apesar de instruída igualmente falasse línguas diferentes. Para isso Condorcet imagina uma nova língua mundial. Uma escrita cientifica, utilizada pelos pensadores e pelos cientistas, gênios, enfim. Essa língua seria única, simples como aquela citada anteriormente, de maneira a interligar todos os cérebros do mundo, fazendo o conhecimento de cada um ser potencializado. Fenômeno semelhante a invenção da tipografia, colocado para ele como fundamental para a queda dos charlatães da Igreja, que tirou o conhecimento das mãos apenas de Igreja, e o espalhou para o mundo, de forma que se poderiam confrontar ideias de qualquer canto, causando um progresso incomensurável. Mas, e se esses gênios, cientistas detentores e sábios dessa nova língua cientifica universal guardassem o conhecimento adquirido por eles através dela para eles e não passassem para o resto da sociedade? Aqui aparece novamente a contradição entre igualdade e desigualdade no pensamento de Condorcet. Mas os gênios, os cientistas, teriam que ter um compromisso com o progresso e com a humanidade, tendo que, por dever moral, passar esse conhecimento adiante, para potencializar o aparecimento de novos gênios e novos métodos, para que o progresso fosse infindável e não fosse barrado como aquele rio represado.
Então os gênios teriam que ter uma fé no progresso, que o próprio pensador a tinha. E essa fé no progresso, essa razão superior que daria ao homem forças para resistir ao poder do conhecimento só para si. Dessa maneira podemos ver essa razão, esse progresso, como o algo superior, como a providência para Condorcet. Ele lutando contra a magia, querendo impor uma nova doutrina da razão, lutando contra o sacerdócio e querendo usurpar o poder estabelecido. Olhando por esse ponto Condorcet parece realmente como profeta. Profetizando um futuro melhor, levado pelo poder superior da razão e do progresso, a uma vida perfeita. Esse caráter profético de Condorcet é tão forte que Delumeau o chama de milenarista, ao analisar o décimo período.
Esse futuro melhor apareceria inclusive com evoluções concretas e também infindáveis na medicina. Essa medicina preventiva permitiria ao homem viver cada vez mais e melhor. A cada grande descoberta a vida do homem se estenderia por mais tempo, e o progresso sendo infinito a vida humana também tenderia a imortalidade. Porem a imortalidade jamais seria alcançada, a vida humana tenderia a ela porém sem jamais encontra-la. A vida teria um limite máximo, o qual o homem não viveria mais, mas este limite não sendo conhecido, jamais seria alcançado. Se não se sabe qual o limite da vida, essa mesmo não tem limites. Com essa ideia, Condorcet, também coloca a razão, o conhecimento tendendo para a imortalidade. Assim, pensando que o homem jamais seria imortal, porem tendendo a imortalidade, Condorcet ultima seu pensamento progressista, a ponto que nenhum outro pensador o fizera. E essa fé no progresso faria o homem continuar evoluindo mesmo “imortal”, pois o homem só faz as descobertas, só evolui por ter consciência de sua mortalidade, tem que deixar algo para as gerações futuras, de modo que seja lembrado.

## Legado
Todo o pensamento de Condorcet posto em seu Esboço deve ser pensado como fruto da situação em que vivia na época em que foi escrito. Sofrendo com a perseguição de uma revolução que ele mesmo tinha sido tão fervoroso apoiador, ele tinha que deixar um testamento filosófico. Deixou um texto profético sobre a humanidade. Esta sendo perfectível, porem estando ainda longe da perfeição. Colocando o filósofo como carro chefe do progresso, aquele que toma as rédias do progresso para si, de modo a cumprir com seu compromisso, com sua fé no progresso. Vendo a morte tão de perto, se escondendo de uma perseguição implacável, Condorcet tenta cumprir seu compromisso, escreve o Esboço para morrer em seguida. Tendo consciência de sua finidade deixa sua obra para o mundo, sua contribuição para mostrar ao mundo que ainda teríamos muito progresso pela frente. Talvez ele visse a si mesmo como um daqueles gênios, que abre novas portas para o mundo, e faz-lo evoluir. Como gênio e vendo sua morte iminente, finaliza sua morte como um soldado em campo de batalha, se tornando um mártir de sua profecia. Morreu em prol da ideia de progresso, deixando sua contribuição para a sociedade e para o mundo.
Talvez conheçamos Condorcet mais pelos autores que se apropriaram dele, como Comte, Marx e boa parte dos progressistas do século XIX, do que por sua própria obra. Mas analisando-a podemos encontrar aspectos vigentes e incontáveis autores que se utilizam dele para formulação das ideias de perfectibilidade e de progresso do homem. Ainda hoje vemos uma forte influência de seu pensamento nas grandes ações do homem. O que pensar de uma sociedade que busca levar o bem estar de toda a população e busca instrução para todos, além do pensamento de Condorcet para a sociabilização do conhecimento? E ao pensar na degradação da natureza pelo homem imagina-se por que o homem não faz nada para evitar sua destruição completa, não só da natureza, como da própria humanidade, por conseguinte. A fé no progresso tão presente no pensamento iluminista, e ultimado no pensamento de Condorcet, está presente ainda nos dias de hoje. Ao não se fazer nada em questões tão críticas, vê-se a real fé que os homens têm no progresso, que ele ainda vai arranjar uma saída, ainda vai dar um jeito de resolver tudo. Enfim que o progresso achar a solução e o homem caminhará sempre para sua perfectibilidade infindável.

### Contribuição para o Arqueofeminismo
Marquês de Condorcet, Marie Jean Antoine Nicolas de Caritat, foi um matemático, filósofo, político e revolucionário francês que viveu de 17 de setembro de 1743 a 28 de março de 1794. Nasceu na comuna de Ribemont, na região administrativa de Altos da França, no departamento de Aisne. Era de família aristocrática e religiosa. Não passou muito tempo com seu pai, que faleceu pouco após o seu nascimento. Foi criado por sua mãe, mulher muito devota, com grande ajuda de um tio bispo e dos jesuítas de Reims. Ao fazer 15 anos, se mudou para Paris, para estudar no Colégio de Navarra, onde teve contato direto com os pensadores e matemáticos da época.
Ainda jovem, se tornou ateu e forte apoiador das ideias laicizas, principalmente no ensino. Aos 36 anos ingressou na Academia das Ciências e, posteriormente, foi eleito deputado à Assembleia Legislativa, como membro da Comissão de Instrução Pública. Foi um revolucionário girondino, portanto, durante o período do Terror, em julho de 1973, liderado pelos jacobinos de Robespierre, foi perseguido e capturado. Cerca de 3 dias após a sua captura, foi encontrado morto em sua cela — acredita-se que tenha sido suicídio, e que tenha preferido se envenenar a morrer na guilhotina. Condorcet apresentava naquela época, ideias muito à frente de seu tempo, e defendeu com persistência os direitos das mulheres, o voto feminino, a igualdade entre sexos e o direito dos judeus e protestantes, além de se posicionar de forma fortemente contrária à pena de morte e a escravatura.
Em 3 de julho de 1790, publicou o texto “Sobre a admissão do direito de cidadania às mulheres” que explica o direito de cidadania às mulheres na Assembléia Nacional. Na primeira página do texto, dissertou:
“… os direitos dos homens resultam simplesmente do fato de serem seres racionais e sensíveis, suscetíveis de adquirir ideias de moralidade e de raciocinar sobre essas ideias. As mulheres que têm, então, as mesmas qualidades, têm necessariamente os mesmos direitos. Ou nenhum indivíduo da espécie humana tem verdadeiros direitos, ou todos têm os mesmos; e aquele que vota contra os direitos do outro, seja qual for a sua religião, cor ou sexo, desde logo abjurou o seu próprio.” (Sobre a Admissão do Direito de Cidadania às Mulheres, CONDORCET, 1790, p.01)
“Diz-se que nenhuma mulher fez qualquer descoberta importante na ciência, ou deu provas da posse do gênio em artes, literatura, etc. Mas, por outro lado, não se tem intenção de afirmar que os direitos de cidadania sejam concedidos apenas aos homens de gênio. Acrescenta-se que nenhuma mulher tem o mesmo grau de conhecimento, o mesmo poder de raciocínio, que certos homens. Mas, o que resulta disso? Só que, com exceção de um número limitado de homens excepcionalmente esclarecidos, a igualdade é absoluta entre as mulheres e o restante dos homens; Que esta pequena classe à parte, inferioridade e superioridade são igualmente divididos entre os dois sexos” (Sobre a Admissão do Direito de Cidadania às Mulheres, CONDORCET, 1790, p.01)
Com tal texto, Condorcet inspirou duas feministas famosas do arqueofeminismo, Olympe de Gouges e Mary Wollstonecraft, e seus famosos textos, respectivamente: “Declaração dos Direitos da Mulher e da Cidadã” e “Uma defesa dos direitos da mulher”. Outra famosa escritora que se diz influenciada pelas obras de Condorcet foi Simone de Beauvoir, de autoria de frases como:
"No dia em que for possível à mulher o amor não em sua fraqueza, mas em sua força, não para escapar de si mesma, mas para se encontrar, não para se abater, mas para se afirmar. Naquele dia o amor se voltará para ela, assim como para o homem, a fonte de vida e não de perigo mortal. Enquanto isso, o amor representa em sua forma mais tocante a maldição que confina a mulher em seu universo feminino, mulher mutilada, insuficiente em si mesma"
Condorcet e seu trabalho foram umas das forças iniciais mais importantes para o feminismo moderno dado que, na época, as mulheres possuíam quase nenhuma representatividade na sociedade, além de seu papel como mãe. Ele serviu como voz de muitas mulheres injustiçadas, em tempos que tais mulheres, muitas vezes, nem conheciam ou acreditavam em seu próprio potencial, levando em conta o machismo fortemente instalado no período.